# Крейн (Міссурі)
Крейн (англ. Crane) — місто (англ. city) в США, в окрузі Стоун штату Міссурі. Населення — 1495 осіб (2020).

## Географія
Крейн розташований за координатами 36°54′5″ пн. ш. 93°34′5″ зх. д. / 36.90139° пн. ш. 93.56806° зх. д. (36.901270, -93.568136).  За даними Бюро перепису населення США в 2010 році місто мало площу 3,95 км², з яких 3,94 км² — суходіл та 0,01 км² — водойми.

## Демографія
Згідно з переписом 2010 року, у місті мешкали 1462 особи в 558 домогосподарствах у складі 347 родин. Густота населення становила 371 особа/км².  Було 663 помешкання (168/км²).
Расовий склад населення:
| - 97,2 % — білих - 0,7 % — корінних американців - 0,2 % — азіатів - 0,1 % — чорних або афроамериканців |

До двох чи більше рас належало 1,4 %. Частка іспаномовних становила 1,2 % від усіх жителів.
За віковим діапазоном населення розподілялося таким чином: 25,1 % — особи молодші 18 років, 53,4 % — особи у віці 18—64 років, 21,5 % — особи у віці 65 років та старші. Медіана віку мешканця становила 39,9 року. На 100 осіб жіночої статі у місті припадало 87,2 чоловіків;  на 100 жінок у віці від 18 років та старших — 83,4 чоловіків також старших 18 років.
Середній дохід на одне домашнє господарство  становив 41 147 доларів США (медіана — 30 652), а середній дохід на одну сім'ю — 48 219 доларів (медіана — 39 732). За межею бідності перебувало 23,5 % осіб, у тому числі 24,7 % дітей у віці до 18 років та 18,3 % осіб у віці 65 років та старших.
Цивільне працевлаштоване населення становило 706 осіб. Основні галузі зайнятості: освіта, охорона здоров'я та соціальна допомога — 25,9 %, роздрібна торгівля — 13,0 %, будівництво — 10,6 %, транспорт — 10,3 %.